# Kap Lisburne
Das Kap Lisburne ist ein Kap an der Westküste Alaskas im Nordwesten der Lisburne-Halbinsel, 65 km nordöstlich von Point Hope. Es ist Teil der Tschuktschensee-Einheit des Alaska Maritime National Wildlife Refuge.
Benannt wurde die Landspitze am 21. August 1778 von James Cook. Die Inupiat verwendeten den Namen „Uivaq“. Kap Lisburne wurde häufig als Uivaq Ungasiktoq („weit entferntes Kap“) bezeichnet, während für das Kap Thompson Uivaq Qanitoq („nahe gelegenes Kap“) verwendet wurde.